# 2013年朝鲜导弹试验
2013年朝鲜导弹试验列出朝鲜民主主义人民共和国在2013年所进行之导弹试验。

## 2013年5月导弹试验
2013年5月，朝鲜向日本海（朝鲜东海）发射了三枚短程导弹。前两枚导弹在早上发射，第三枚则在下午发射。这些导弹是在此前展示两枚导弹的同一地点发射并补充燃料，原本的导弹已在几周前移去。
2013年5月19日，朝鲜发射了第四枚导弹，最终落入日本海。
2013年5月20日，朝鲜发射短程弹道导弹，导弹落在该国东部沿海海域。